# Дин-е Илахи
Дин-е Илахи (на персийски: دين إله – букв. „Религията на Бог“) е съществувала за кратко в миналото синкретична религия, представена от Моголския император Акбар Велики през 1582 г. с намерението да слее най-добрите елементи от религиите на своята империя, чрез което да помири разделените си от религията поданици.  Това са най-вече елементи от Исляма и Хиндуизма, но също така и други, взети от Християнството, Джайнизма и Зороастризма
Акбар поощрява толерантността към другите религии, а също поощрява дебатите по философски и религиозни теми. Това довежда до създаването на „Дома на почитта“ (Идабат Кана) във Фатехпур Сикри през 1575 г. По това време той вече бил отменил Джизя или данъка за не-мюсюлмани през 1568 г. През 1578 г. религиозно преживяване по време на лов допълнително усилва интереса на императора към религиите на своята империя. 
От дискусиите които провел в Идабат Кана император Акбар заключил, че никоя религия няма право на монопол върху истината. Това го вдъхновява да създаде Дин-е Илахи през 1582 г. Мнозина отдадени мюсюлмани, между които Кади от Бенгал, и изтъкнатия Суфи Шейх Ахмад Сирхинди в отговор обявяват новата религия за богохулна от гледна точка на Исляма.
Дин-е Илахи изглежда е надживял Акбар, според Дабестан е Мазахеб от Мубад Шах. Така или иначе това движение никога не събира повече от 19 поддръжници. 
Дин-е Илахи забранява похотта, чувствените удоволствия, клеветата и гордостта и ги смята за греховни. Набожността, благоразумието, въздържанието и добротата са смятани за същностни добродетели. Човек е насърчаван да пречиства душата си чрез отдаденост към Бог.  Целомъдрието е било на почит, а коленето на животни – забранено. В тази религия не е имало нито свещени писания, нито свещеническа йерархия.